# Książeczka o człowieku
Książeczka o człowieku – tomik autorstwa Romana Ingardena, zawierający kilka krótkich prac dotyczących istoty człowieka, jego natury, miejsca i roli w przyrodzie, stosunku do czasu i otaczającej go rzeczywistości a także szerszą refleksję nad odpowiedzialnością.
Napisany jest przystępnym jak na dzieła filozoficzne językiem.
Składa się z następujących części:
- L'homme et la nature, 1958 (Człowiek i przyroda)
- La nature humaine, 1961 (O naturze ludzkiej)
- Człowiek i jego rzeczywistość, 1947
- Człowiek i czas, 1946
- Über die Verantwortung. Ihre ontischen Fundamente, 1970 (O odpowiedzialności i jej podstawach ontycznych, 1972)
- O dyskusji owocnej słów kilka, 1961